# الملك العقرب (فلم)
الملك العقرب (بالإنجليزية: The Scorpion King) فيلم مغامرات وتشويق أنتج بالعام 2002م من بطولة بطل المصارعة دوين جونسون الملقب بالصخرة (ذا روك) The Rock .

## قصة الفيلم
ماثيوس (الصخرة) هو آخر محارب أكادي بعدما قُتل أخاه من قبل الإمبراطور ميمون (Steven Brand) الذي سيطر وحكم مناطق شاسعة بقبضة من حديد .
وكان ميمون يستمد قوته من الساحرة كاسندرا التي ترى المستقبل وهي رمز الدعم لدى محاربي ميمون .
يدخل ماثيوس مدينة عمورة لينتقم من ميمون ويخرج بعد أن يفشل في مهمته باختطاف الساحرة التي تقع في غرامه وتساعده في الشفاء من سم العقرب القاتل .
يساعد ماثيوس مجموعة من الرافضين لحكم ميمون وينجحون في السيطرة على إمبراطوريته ويصبح ماثيوس ملكًا ويلقب بالملك العقرب .

## وصلات خارجية
- الموقع الرسمي
- مقالات تستعمل روابط فنية بلا صلة مع ويكي بيانات
- الملك العقرب على موقع أول موفي.